# Copris doriae
Copris doriae là một loài bọ cánh cứng trong họ Bọ hung (Scarabaeidae).